# (11058) 1991 PN10
1991 بي أن 10 (ويعرف أيضًا باسم (11058) 1991 بي أن 10 وفق تسمية الكوكب الصغير) (بالإنجليزية: 1991 PN10)‏ هو كويكب ضمن حزام الكويكبات؛ وترتيبه 11058 من حيث الاكتشاف.
اكتُشف هذا الجُرم الفلكي بواسطة هنري هولت إي في 7 أغسطس 1991.

## وصلات خارجية
- (11058) 1991 PN10 في قاعدة بيانات مختبر الدفع النفاث لأجرام النظام الشمسي الصغيرة

- الاكتشاف · مخطط المدار ·  العناصر المدارية · المعلمات المادية

- (11058) 1991 PN10 على موقع ويكي سكاي: DSS2, SDSS, GALEX, IRAS, Hydrogen α, X-Ray, Astrophoto, Sky Map, Articles and images